# Kinsey
För andra betydelser, se Kinsey (olika betydelser).
Kinsey, amerikansk film från 2004.

## Handling
Alfred Kinsey, forskaren som anses ha skapat den moderna sexologin, utbildar sig till biolog. Men efter att ha träffat sin blivande hustru Clara MacMillan ändrar han bana något. Han börjar undervisa i äktenskapsfrågor och slås av studenternas brist på kunskap gällande sex och den ständiga frågan: Vad är ett normalt sexuellt beteende?

## Rollista (i urval)
- Liam Neeson - Alfred Kinsey
- Laura Linney - Clara McMillen
- Chris O'Donnell - Wardell Pomeroy
- Peter Sarsgaard - Clyde Martin
- Timothy Hutton - Paul Gebhard
- John Lithgow - Alfred Seguine Kinsey
- Tim Curry - Thurman Rice
- Oliver Platt - Herman Wells